# 離騷

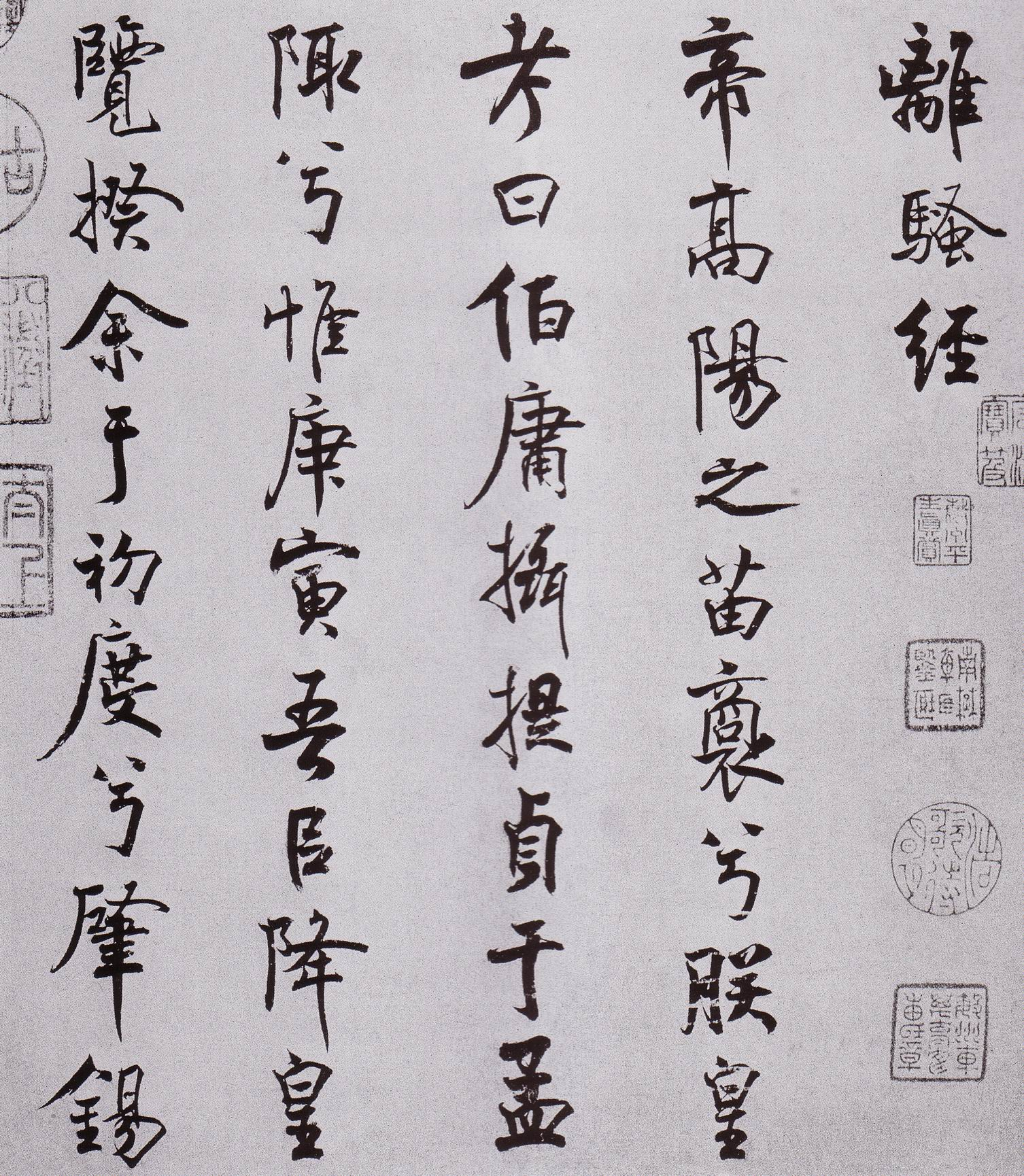
宋代米芾行楷《離騷》

《離騷》是中國戰國時代楚辭，作者为楚國人屈原，是楚辭中最著名最出色的作品，共約2470字，屬自傳文學與抒情詩。在《離騷》中，屈原自述身世、才華與志向，抨擊他指稱為「小人」的人誹謗中傷，抒發因被君王疏遠而感到悲憤，申明擇善固執，寧死不悔，堅持初衷，絕不同流合污。屈原於此作品中聲稱，其向「神靈」陳辭，叩問巫師，在去留之間猶疑不決，設想上升天界，駕御飛龍玉車，周遊四方，但天門不開，向神女求婚失敗，最後因不忍去國而留下。《離騷》表達屈原遺世獨立，悲嘆了無知音，舉世溷濁，時不我予的思想感情。作品風格浪漫，想像豐富，感情激蕩，辭采瑰麗，擅用比喻，托物寄興，以披花綴草、玉石寶劍等意象象徵自己高潔不群的品格。《離騷》對後世文人深具感染力，其主題與風格為其他辭賦作家所模倣，發展為漢代「士不遇」的辭賦傳統，啟發遊仙詩與閨怨詩的寫作，是浪漫主義文學的代表作品，在中國文學史上有崇高地位。

## 標題
詩題「離騷」傳統上認為指遭逢憂患、牢騷，或不幸遭遇的悲憤。司馬遷《史記·屈原賈生列傳》：「離騷者，猶離憂也。」「離」作「遭遇、遭受」義講，是先秦時代常見用法，現代轉寫為「罹」字。郭店楚簡分析顯示「騷」本为「𧈡」，通「尤」作「責怪」義講。「離騷」為「遭受指責」之意。《楚辭》因《離騷》與《詩經》合稱「風騷」，成為詩才或美艶的代稱。

## 背景

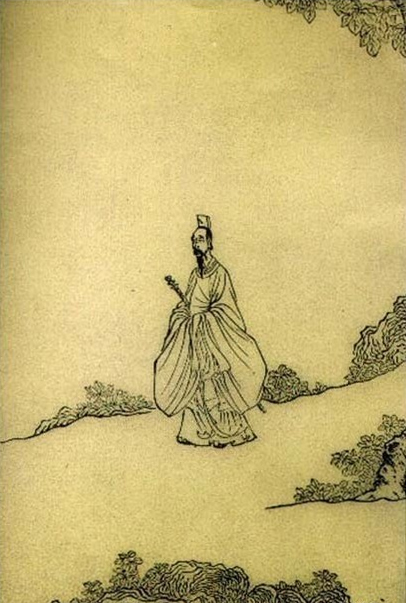
陈洪绶《屈子行吟图》

《離騷》作者乃屈原，楚國貴族與王族成員，博學多才，受楚懷王重用，擔任左徒和三閭大夫，受令草擬憲令。他忠君愛國，過度熱心，受譭謗中傷，其政敵批評他把功勞據為己有，使楚懷王疏遠了他，派他出使齊國。政治上，屈原主張合縱抗秦，抗議與秦國交好，被放逐到楚國南方，仍試圖苦諫朝廷。楚懷王的遇害和郢都的淪陷，使屈原大受打擊，最後自沉於汨羅江自盡。陸侃如認為，《離騷》作於屈原約29歲時，完成於《九章》之先，當時屈原開始政治失意。廖平、胡適、何天行懷疑《離騷》不是屈原所作，但學術界一般相信屈原是《離騷》作者。

## 內容
全篇2477字，約400句，可說是屈原的自序。竹治貞夫把《離騷》分為五段，第一段自我介紹，敘述充當楚國大臣，蒙受譭謗，終至退隱。文章一開始指出高陽（即顓頊）是他的始祖，自敘系譜、遠祖與父親名字，出生年月日，誇耀自己的才能:60和美德，用花比擬自己的品德。他的宏願是協助君主治國，害怕和厭惡無良官員誤導君王，貪婪諂諛，他選擇了為理想而戰鬥，以達到「彭咸遺則」。彭咸可能是殷商時賢人、巫師祖先，或道家真人。奸官因嫉妒而誣捏他自命不凡，被讒見疏後，屈原心知抗爭無可避免失敗，仍盡力挽回君主的信任，但始終被疏遠。第二段敘述詩人立下遊觀四方之志，但受到女嬃反對和勸告，於是向重華詢問。女嬃是屈原的姊姊或女侍，警告他不要過於固執，要他將就一點，但他仍要維持自己的道德標準。他渡過沅、湘，向九嶷山的神靈重華陳辭，評論夏桀、商紂、夏禹和商湯，歷述賢主昏君古今成敗之跡，治亂興亡的歷史，表述自己對楚國宮廷的態度，申明寧死不悔。
《離騷》第三段敘述詩人遊觀上下四方以求索美女，但苦無良媒而失敗。詩人向天界漫遊，「路漫漫其修遠兮，吾將上下而求索。飲余馬於咸池，揔余轡乎扶桑」，有神靈扈從，龍鳳為御，風雷為他奔波，仙禽為他開路，雲霓玉鸞簇擁著他飛向皇天。他到達天帝的宮門，但不能進入，然後求下界的美女，求宓妃而中途違棄，欲求簡狄和有虞二姚，都苦無良媒。第四段敘述詩人感失落失意，向靈氛和巫咸求教（此二人是巫師或占卜師），占卜去留，他們都勸詩人再遠行以求美女，做人圓滑一點，不要堅持理想，或離開楚國。屈原猶豫未決，內心強烈鬥爭，在去國與留下來之間掙扎，抒發了對楚國現狀的感慨。第五段敘述詩人再次登上周遊之途，窮極四方，但不忍懷鄉之情，以致終止行程。他飛升上天，周流遠遊，遊踪廣遠，氣派宏大壯觀，是文章的高潮。他駕著飛龍，以神駒駕車，糧食精美，載歌載舞，有龍鳳玉車，歷經崑崙縣圃、流沙、不周山和皇天:144，打算遠走高飛，希望尋得新天地，找尋理想伴侶，但並不成功。他捨不得離開故鄉，內心矛盾，最後決定留在楚國，突然放棄了追求，「陟陞皇之赫戲兮，忽臨睨夫舊鄉」，要回到理想化的世界，投奔彭咸而去。篇末最後五句稱為「亂」，情感特別激昂，批評國人對他並不公正。

## 主題思想

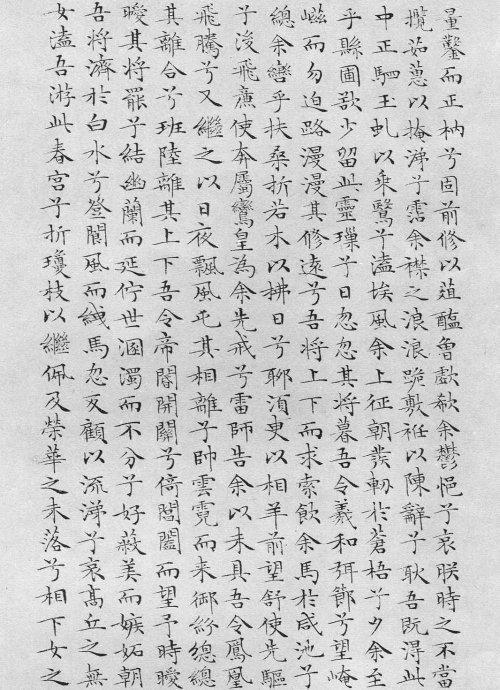
明代文徵明小楷《離騷》

《離騷》是自傳與抒情詩，強調詩人身處困境中種種情感的激盪與掙扎，抒寫激情傾訴、苦悶矛盾中的吶喊彷徨，並描寫詩人從出生到政治失敗的生活。作品主題是死守善道，詩人沒有聽從命運的安排，在和女嬃、靈氛和巫咸辯論時，他並沒有被說服去同流合污，對他來說，皇天是正直的，好人一定有報酬，申明對純潔的追尋以及與邪惡的鬥爭。作品表達了詩人的政治抱負，以向神女求婚，比喻追求賢人和賢君。他以楚國為己任，被命運付託，必須導引國君，其悲哀在於他將至高極美的自我奉獻給國君時，國君卻拒絕他的正直與忠誠，結束在「踡局顧而不行」的懸止中，形成一個永恒靜止的姿勢，象徵詩人無法解決的生命困境。詩人重覆說他並不怕死，表明寧死不悔的決心，願意為人性的純潔至美對抗不義，付出性命，「雖九死其猶未悔」，有種近乎宗教殉道者的情感:298。
《離騷》充滿孤芳自賞之情，將自己認同於自然純美的品質，顯現出自戀的傾向。作品開端的自傳書寫，深具「自我建構」的意味，顯示詩人心理上自我肯定的強烈意欲。他像個遺世獨立的英雄，懷抱百代流芳的熱望，遠遊天國仙鄉。詩人明白自己生不逢時，世界溷濁，顛倒是非，醜與惡受到讚揚，善和美卻被蔑視，嫉妒與諂媚之徒得勢掌權，有才能者卻因君主反覆無常，聽信讒言而犧牲:35，嘆息無人了解自己的才德，「國無人莫我知」的孤獨寂寞。他在現實社會中不能實現願望，於是登上天上世界去追求他的理想。但天門不為他而開，他在天上世界尋找哲王和美女，終究是徒勞無益，最後意識到，鮮花香草和道德氣節都不再為人所珍視。詩人因群小當道，讒諂交加，失意仕途之餘，憂心忡忡，竭力在短暫的人世間追求安身之所，頓覺人生如寄，短暫不居，慨嘆時不我予，時光飛逝，「日月忽其不淹兮，春與秋其代序。惟草木之零落兮，恐美人之遲暮」。
《離騷》所寫進入天界，應是宗教上的神秘體驗，採取存想與集中精神而進入恍惚狀態，然後人格解離而神魂翱翔升天。《離騷》抒發無法在情感上捨棄故土，詩人虛擬兩次天界遨遊，象喻他企圖遠離中心，另求理想以擺脫眼前困境的嘗試，但第一次求女不成而返，第二次則停頓半空中，意味無論經過多少痛苦的掙扎，都無法轉移詩人對自己國家的愛戀。只有楚國，才是他生命唯一的中心。

## 風格與手法

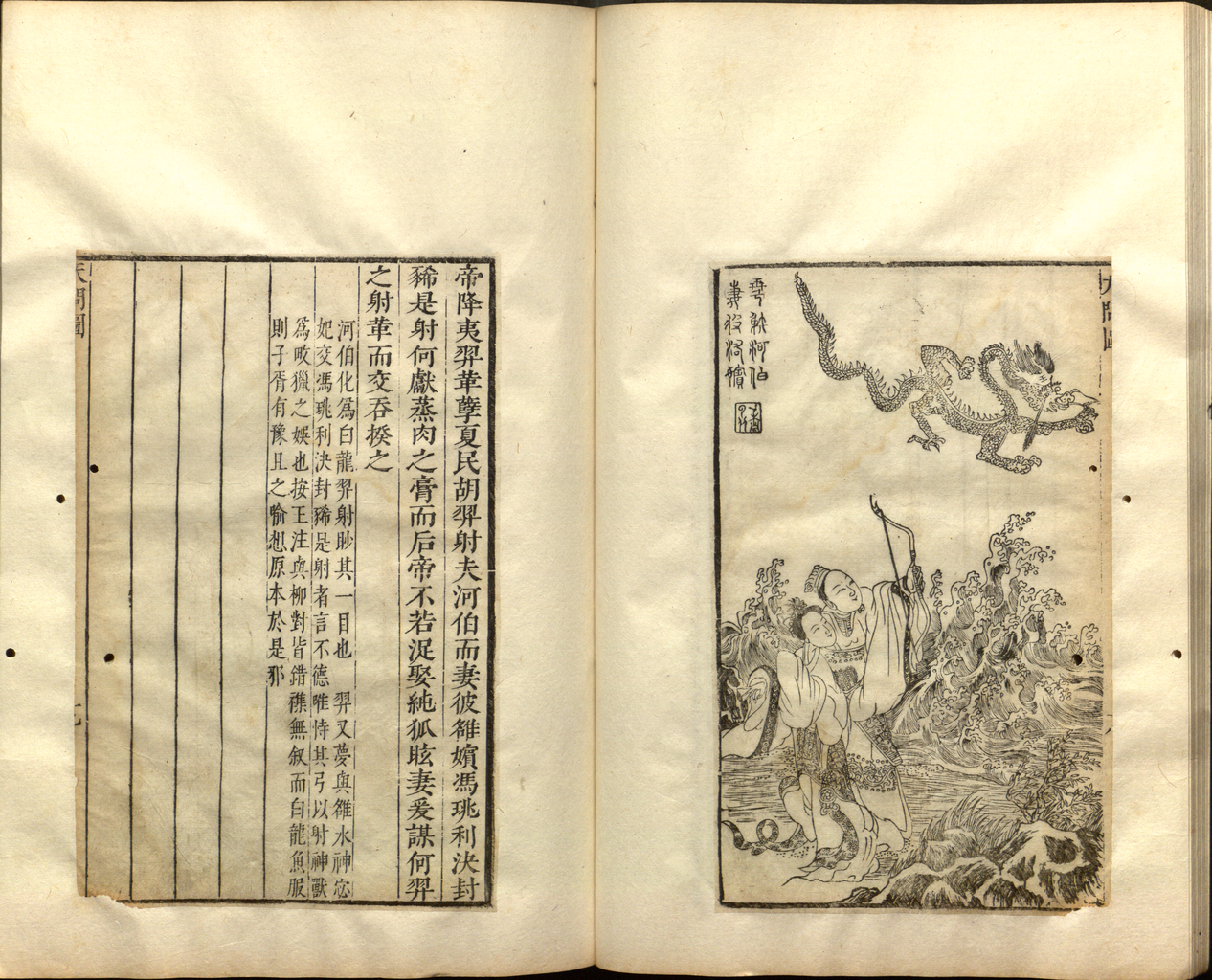
明末清初蕭雲從《蕭尺木離騷圖》書影

《離騷》風格浪漫，想像豐富，感情激蕩，情懷悲壯，辭采瑰麗:34，語言繁麗，語調高亢，氣象雄偉:204、206，有敘事詩式的表現手法:225，神話富麗堂皇，意象華美:283，修辭奇特，具戲劇性的表演性質，運用了香草香花、天界巡遊、聖哲古帝三種的意象，鋪張陳列，構成雄偉奇麗的風格，充滿巫術浪漫神秘的色彩與戲劇風格:288、293。陳炳良認為《離騷》是悲劇詩，詩人的不妥協態度導致他的悲劇。他堅持道德情操，同時準備接受一切後果:137、139、142。詩中有不可避免的衝突和命運的逆轉，為了減輕讀者的精神壓力，詩人用了多種手法，如花和美人的意象，歷史故事、占卜和天空飛翔，做成藝術的距離:144-145。
《離騷》善用比喻手法，托物寓意，正如王逸說「善鳥香草，以配忠貞，惡禽臭物，以比讒佞」:255、260。作品通篇充滿芬芳的香草香花，意象潔美，奇麗繽紛，帶有巫術祭祀儀式的神聖意義。屈原以這些具有靈性的花草，作為自我表述的象徵:288。他佩戴「江離與闢芷」等香草，塑造一個重視道德修養，出身高貴的朝臣的形象:260。他以花草、玉石、寶劍等飾物:9，披花綴草，強化自己的美德，純化自己的人格:260，象徵其聖潔的人格，有別於混濁的世俗，並象徵一位完美主義者對美與善的堅持:9、16。他以荷花、芙蓉為衣裳，表達其潔身自持的初衷；以戴冠和佩劍，表現他所禀受的教養，能正式進入楚廷的仕宦生活，彰顯其君子形象:13、20，又以蘭花暗示自己的忠貞、才華與美德:31。栽培和佩戴香花芳草，象徵高風亮節:195，惡草椒木最後侵犯和毀掉蘭蕙，則是楚懷王聽信讒言而釀成的:268。《離騷》以用「鷙鳥」的孤獨以自喻個性及處境，暗喻小人為嘈雜的雀鳥，並將君臣上下的關係比擬為君妾的相對待，「眾女嫉余之蛾眉兮，謠諑謂余以善淫」:28-29，模擬女性的善怨口吻。通媒求女，象徵他一再尋求同志以謀合作，卻因世俗的妒才心理而致敗:30-31。
句式方面，《離騷》以四句為一節，在偶數句末押韻:242，全篇換韻70多處。語言方面，《離騷》語句形象深刻，深具感染力:65，用了幾十個雙聲詞、疊韻詞及疊詞，如「零落」、「純粹」、「耿介」、「冉冉」等，使音調格外婉轉淒涼:66。結構方面，《離騷》全篇一氣呵成:228，不分段，後人難以劃分章節。缺點是層次感不足，沒有層遞手法，詞意前後反覆，缺乏嚴謹結構:31-34。

## 影響

### 文學方面
《離騷》對辭賦發展影響深遠，其主題與風格為其他楚辭作品所模倣:5，漢代文人發展為「士不遇」的辭賦傳統:36。《離騷》用對話體，有女嬃、重華、靈氛、巫咸四段談話，後來演化為漢賦《子虛賦》、《上林賦》中的問答:64。《離騷》善用雙聲、疊韻等聯綿詞，後世辭賦作家司馬相如、陸機等人都學習《離騷》這種聯綿詞:66。《離騷》抒寫被君王所疏遠，明知失敗也要跟貪婪和腐敗的官僚戰鬥，能引起後世文人的共鳴:141，深具感染力，漢代賈誼、劉安、司馬遷都深受感動:192，劉安為《離騷》作註釋:107，揚雄讀《離騷》讀至痛哭流涕:141，柳宗元被貶謫時寫下辭賦《吊屈原文》，重現《離騷》的主題:61-62。《離騷》周遊天界，開啟了後世的遊仙文學:36，是遊仙詩的開山鼻祖，前無古人，後來的摹擬作品也有所不及:108、110。《離騷》以棄婦比喻逐臣，以失寵女子的語氣埋怨被楚王疏離，將君臣關係比作男女關係，開啟了後世閨怨詩的政治隱喻傳統。《離騷》中屈原曾食菊花，後世文學上菊花成為獨立不群、孤芳自賞的象徵:51。

### 音樂方面
古琴音樂中有以離騷為題之琴曲，現存最早的版本在明代的《神奇秘譜》中，至少37個琴譜中有此曲。自1950年代起，琴人著手於古代琴曲之打譜，離騷便是其中之一，以管平湖和吳文光根據《神奇秘譜》打譜的版本最具代表性。在此之外，余青欣和梅曰強二人各自依《自遠堂琴譜》打譜並錄音。

### 繪畫方面
明末畫家蕭雲從繪有《離騷圖》。

## 地位
《離騷》是楚辭和屈原浪漫主義的代表作:250、225，是楚辭裏最著名和寫得最好的一篇:137，在中國文學史上有崇高地位:34。屈原之前，中國沒有知名的詩人，《離騷》「宣告中國詩歌第一個抒情自我的誕生」:275、300。東漢王逸認為《離騷》「依託五經以立義」，能承繼《詩經》的傳統，諍諫君王:28、30。後世文人遇有挫折，往往讀《離騷》作為寄託。歷代對《離騷》有多家注解，如南宋吳仁傑《離騷草木疏》:36。在近代，《離騷》有時被用作悼念為國捐軀的革命者，聞一多讚揚《離騷》是人民的藝術形式的創作，在政治上的成就大於藝術上的成就:88、120。1949年以後，屈原成為文化英雄和政治樣版，郭沫若讚揚《離騷》既是浪漫主義又是現實主義，周揚宣稱，《離騷》表露了屈原「眷念祖國和熱愛人民的胸懷、嫉惡如仇的精神和雄奇壯美的幻想而成為光照千古的傑作」:151、170-171。徐志嘯認為《離騷》可與意大利但丁《神曲》媲美，兩者都構思奇特，想象豐富，擅用比喻和象徵手法:33。

## 翻譯
《離騷》英譯本有15家，分別出自帕克（Parker，1879年）、理雅各（1895年）、林文慶（1929年）、白英（1947年）、楊憲益及戴乃迭（1953年）、霍克思（1959年）、約翰遜（1959年）、柳無忌（1975年）、許淵沖（1994年）、宇文所安（1996年）、孫大雨（1996年）、卓振英（2006年）、吳伏生（2008年）、夏克胡（Gopal Sukhu，2012年）、馬思清（2013年）。《楚辭》日文譯本有多種，收錄於《漢籍國字解全書》（1911年）、《漢文大系》（1916年）、《國譯漢文大成》（1922年）、《漢文叢書》（1928年）、《中國古典文學全集》（1960年）、《新譯漢文大系》（1970年）、《中國古典文學大系》（1969年）、《中國古典新書》（1970年）等:58-59。《離騷》法文譯本出自讓·弗朗索瓦·羅林（Jean-François Rollin，1990年）。

## 引用
1. 1 2 3 4 5 6  陳世驤. . 尹錫康等  (编). . 周發祥譯. 武漢: 湖北人民出版社. 1986: 189–207 （中文（繁體））.
2. 1 2 3 4 5 6 7 8 9 10 11 12 13 14  施耐德（Laurence Schneider）. . 張嘯虎等譯. 武漢: 湖北教育出版社. 1990. ISBN 7535105033 （中文（简体））.
3. ↑  陈剑. . 上海: 上海古籍出版社. 2019. ISBN 7532592847 （中文（简体））.
4. ↑  林良浩. . 百花洲文艺出版社；Esphere Media (美国艾思传媒). 2010. ISBN 9787807428602.
5. 1 2 3 4 5 6 7 8 9 10 11 12 13 14 15 16 17 18  陳炳良. . 鄭樹森等  (编). . 台北: 時報文化出版事業有限公司. 1980: 135–154 （中文（繁體））.
6. 1 2 3 4 5 6 7 8 9 10 11 12 13  藤野岩友（日语：藤野岩友）. . 韓基國編譯. 重慶: 重慶出版社. 2005. ISBN 7536664168 （中文（简体））.
7. 1 2 3 4 5 6 7 8 9 10 11 12 13  竹治貞夫. . 尹錫康等  (编). . 孫歌等譯. 武漢: 湖北人民出版社. 1986: 225–254 （中文（繁體））.
8. 1 2 3 4 5 6 7 8 9 10 11 12 13 14 15  黃維樑. . 《雲夢學刊》. 2005, 6: 31–34  [2017-12-20]. （原始内容存档于2020-07-23） （中文（简体））.
9. 1 2 3 4 5 6 7 8 9 10 11 12 13  張淑香. . 柯慶明等  (编). . 台北: 台大出版中心. 2009: 275–302  [2017-12-26]. ISBN 9789860211696. （原始内容存档于2021-04-06） （中文（繁體））.
10. 1 2 3 4 5  王靖獻. . 尹錫康等  (编). . 周發祥譯. 武漢: 湖北人民出版社. 1986: 255–276 （中文（繁體））.
11. 1 2 3  孫康宜、宇文所安 (编). . 劉倩等譯. 北京: 三聯書店. 2013. ISBN 7108044684 （中文（简体））.
12. ↑  小南一郎. . 《復旦學報：社會科學版》. 2016, 6: 72–79  [2017-12-20]. （原始内容存档于2020-07-23） （中文（简体））.
13. 1 2 3 4 5 6 7 8 9  李豐楙. . . 北京: 中華書局. 2010: 1–45. ISBN 9787101073959 （中文（简体））.
14. ↑  朱光潛. . . 台北: 洪範書店. 1984: 105–130 （中文（繁體））.
15. ↑  馮幼衡. . 一點資訊. 2017-06-22  [2017-12-01]. （原始内容存档于2017-12-07） （中文（繁體））.
16. ↑  查阜西 (编). . 北京: 文化藝術出版社. 2007: 9. ISBN 9787503931765.
17. ↑  管平湖. . 香港: 龍音製作有限公司. 1995.
18. ↑  吳文光. . 中國: 上海音樂出版社. 2008. ISBN 9787807512516.
19. ↑  余青欣. . 中国文采声像出版公司. 2015.
20. ↑  梅曰強. . 江苏电子音像出版社. 2006.
21. ↑  馮俊. . 鳳凰網. 2017-08-04  [2017-12-22]. （原始内容存档于2021-04-06） （中文（简体））.
22. ↑  魯惟一 (编). . 李學勤等譯. 瀋陽: 遼寧教育出版社. 1997. ISBN 7538247246 （中文（简体））.
23. ↑  Jean-François Rollin. . Paris: Orphée/La Différence. 1990. ISBN 9782729104801 （法语）.

## 延伸阅读
[在维基数据编辑]
 在维基文库阅读本作品原文（ 在维基共享资源阅览影像）
- 許又方.  (PDF). 《東華人文學報》. 2001, 3: 381–416  [2017-12-20]. （原始内容 (PDF)存档于2022-07-09） （中文（繁體））.
- 陳逸根.  (PDF). 《興大中文學報》. 2008, 23: 1–51  [2017-12-20]. （原始内容 (PDF)存档于2021-03-07） （中文（繁體））.
- 張世磊. . 《文藝評論》. 2016, 6: 82–85  [2017-12-20]. （原始内容存档于2020-07-23） （中文（简体））.
- 馬小菲. . www.cssn.cn.   [2025-05-31].
- 王海龙：〈《离骚》语义认知与词汇语用之解构 （页面存档备份，存于）〉。

## 外部連結
- YouTube上的古琴曲〈離騷〉，管平湖打譜並演奏，收錄於《中國音樂大全‧古琴卷》
- YouTube上的古琴曲〈離騷〉，吳文光打譜，楊春薇演奏，收錄於《幽蘭》